# Município de Jackson (condado de Pike, Ohio)
O município de Jackson (em inglês: Jackson Township) é um município localizado no condado de Pike no estado estadounidense de Ohio. No ano de 2010 tinha uma população de 1.209 habitantes e uma densidade populacional de 8,97 pessoas por km².

## Geografia
O município de Jackson encontra-se localizado nas coordenadas 39° 08′ 04″ N, 82° 52′ 01″ O. Segundo o Departamento do Censo dos Estados Unidos, o município tem uma superfície total de 134.77 km², da qual 133.03 km² correspondem a terra firme e (1.3%) 1.75 km² é água.

## Demografia
Segundo o censo de 2010, tinha 1.209 habitantes residindo no município de Jackson. A densidade populacional era de 8,97 hab./km². Dos 1.209 habitantes, o município de Jackson estava composto pelo 87.26% brancos, o 6.62% eram afroamericanos, o 1.24% eram amerindios, o 0.08% eram asiáticos, o 0.08% eram insulares do Pacífico, o 0.25% eram de outras raças e o 4.47% pertenciam a dois ou mais raças. Do total da população o 0.17% eram hispanos ou latinos de qualquer raça.